# 貧窮神
貧窮神（日语：貧乏神、ビンボウガミ）乃日本民間傳說使人家道中落、導致貧窮的神祇，散見於各地的民間故事、隨筆、落語等。

## 概要
基本上貧窮神的形象是一個身形瘦弱骯髒、愁容滿面、手持團扇的老者，據說潛入家中時喜歡躲在壁櫥裡。近代作家中村光行便認為貧窮神喜歡味噌，手持團扇乃是為了將味噌的香味搧向自己。
既然不能推倒貧窮神，但是也不是沒有趕跑祂的方法。新潟縣居民習慣在除夕（日本稱作）夜裡用圍爐裏燒火可以趕跑怕熱的貧窮神，取而代之迎接福神的到來。其他地方也有類似的信仰，比如愛媛縣北宇和郡津島町（今宇和島市）當地便認為胡亂挖地爐爐火的話，會出現貧窮神。

### 兔園小說之記載
曲亭馬琴在江戶時代完成的奇談集《兔園小說》裡有一篇：
文政4年（1821年）江戶番町有一戶不斷發生災禍的武家，有一名服侍於該戶的男子前往草加辦事，途中結識了一名僧人。後者自言從某處而來，正在尋找某間房屋。男子一聽該僧正在尋找他所服侍的武家，於是告知武家所在位置。僧人一聽哈哈大笑：「那戶武家不斷有人發病，全是我貧窮神的傑作。如今他們已經貧窮至極，我也該前往下一戶人家了。今後，你的主人將會財運亨通、扶搖直上！」說完僧人便消失無蹤，從此以後男子的主人家狀況果真逐漸好轉。

### 譚海之記載
江戶時代中期的津村淙庵在其著作《譚海》寫道：
從前有個人在家裡午睡，夢見有個穿著破破爛爛的老人進入客廳，從此他的生活就過得很不順遂。4年後他再度夢見那個老人，告知要離開他家，但是央求一個送走他的儀式：做一些炒飯和燒烤味噌，裝在四方形、四角彎折的薄盤上，由後門端出置於河中流走。所以為了不招惹貧窮神，絕對不要在家裡做燒烤味噌，更不能吃生味噌。

### 日本永代藏之記載
江戶時代浮世草子作家井原西鶴所作之《日本永代藏》寫道：
據說有一個供奉貧窮神的男子，在七菜之夜（正月初七人日）受到亭主枕元的熱情款待。另外像江戶的小石川町住有一些貧困的旗本武士，在除夕夜以酒和米祭祀貧窮神，以免福氣被貧窮分走。

## 信仰
前述《日本永代藏》所記載的貧窮神據信是可以化窮為福之神，目前位於東京都文京區春日的牛天神北野神社旁邊有一座「太田神社」，據說在神社裡祈願後將貧窮神暫時請回家中安座，在滿願後第21天隆重地祭祀後送走，就能和貧窮斷絕關係。東京都台東區的妙泉寺也供奉著貧窮神的石像（其形象源自Hudson Soft的桃太郎電鐵系列電子遊戲），這尊石像被塑造成猴子騎在貧窮神頭上，意謂著「遠離（在日語中與猴子諧音）貧窮、景氣復甦」。香川縣高松市的鬼無站、長崎縣佐世保市的佐世保站、千葉縣銚子市的仲之町站皆有設置這座雕像，此外銚子電氣鐵道的笠上黑生站設有一座綠雉騎在貧窮神頭上、意謂著「消除（在日語中與鳥諧音）貧窮」的石雕像，犬吠站則設有一座狗騎在貧窮神頭上、意謂著「去除（在日語中與狗諧音）貧窮」的石雕像。
傳說貧窮神喜歡吃味噌，大阪的造船廠直到明治10年左右還有送窮神的祭典活動。每個月結束之時，造船廠老闆家裡都會烤味噌，由老闆手持缽皿狀的味噌挨家挨戶地繞行。待香味四溢之時看準時機，將缽皿狀的味噌掰開成兩半，如此一來受到味噌香味誘惑奪門而出的貧窮神就會被封印在味噌裡。於是老闆就將裂成兩半的味噌丟入河川順水沖走，並於川中淨身洗去味噌之味道後回家。除此之外，日本也有一句來自民間傳說的「柿團扇有貧窮神附身」之俗諺。
在日本供奉貧窮神的神社計有下述：
- 貧乏神神社（長野縣飯田市）
  - 龜戶分社（東京都江東區）
- 太田神社（東京都文京區）

## 內部連結
- 貧窮

## 外部連結
- （日語）貧乏神神社公式ホームページ （页面存档备份，存于）